# Finnische Euromünzen
Die finnischen Euromünzen sind die in Finnland in Umlauf gebrachten Euromünzen der gemeinsamen europäischen Währung Euro. Am 1. Januar 1999 trat Finnland der Eurozone bei, womit die Einführung des Euros als zukünftiges Zahlungsmittel gültig wurde.

## Umlaufmünzen
Die 1- und 2-Cent-Münzen werden nur in sehr geringer Auflage geprägt und nur aufgrund der von der EZB aufgelegten Pflicht, diese prägen zu müssen. Sie sind im normalen Zahlungsverkehr nicht im Umlauf. Hauptgrund dafür ist die Tradition, keine kleinen Münzen zu verwenden, sowie die Rundung kleiner Beträge in den nordeuropäischen Ländern bei Barzahlung. Der Staatssekretär im finnischen Finanzministerium erklärte sogar, dass diese kleinen Münzen oftmals weggeworfen würden, da sie praktisch keinen Wert hätten und auch von Banken nur gegen hohe Gebühren eingetauscht würden.
Nachdem 2002 die Ausgabe der 1- und 2-Cent-Münzen noch bei der Zentralbank in Helsinki praktiziert wurde, entwickelte sich eine hohe Nachfrage am öffentlichen Schalter der Zentralbank und eine Schlange von mehreren Kilometern. Die Polizei verbot daraufhin den Verkauf der Münzen. Seitdem werden die Münzen nur noch an Händler zum Nominalwert verkauft, die die Münzen zu einem beliebigen Preis weiterverkaufen dürfen. Für eine Rolle 1-Cent-Münzen muss in Finnland mit einem Preis von mindestens 20 Euro gerechnet werden, 2-Cent-Münzen sind teurer und die gemischten Rollen in Bezug auf das Prägungsjahr billiger als die, die nur Münzen aus einem Jahr beinhalten.
Ein- und Zwei-Cent-Münzen zählen als gesetzliches Zahlungsmittel und müssen daher auch in Finnland von Geschäften angenommen werden, etwa wenn Touristen sie aus anderen Staaten der Euro-Zone mitbringen. Dies ändert jedoch nichts daran, dass bei Barzahlung der Endbetrag laut Gesetz immer auf 5 Cent gerundet wird. In der Praxis werden Ein- und Zwei-Cent-Münzen trotz der gesetzlichen Verpflichtung nicht immer angenommen.
Alle Münzen werden in der finnischen Münzprägestätte (Suomen Rahapaja) in Vantaa hergestellt.

### Erste Prägeserie (1999–2006)
Die Münzen der ersten Prägeserie haben drei Motive, zwei davon auf nur je einer Münze. Das Design für die sechs kleinsten Münzen stammt von Heikki Häiväoja, der Entwurf für die 1-Euro-Münze von Pertti Mäkinen und die nationale Seite der 2-Euro-Münze von Raimo Heino. Alle Designs enthalten die zwölf Sterne der EU und das Prägejahr sowie das Münzzeichen M, das Initial des finnischen Münzmeisters Raimo Makkonen.
Die drei Motive der finnischen Euromünzen sind:
- 1–50 Cent: Der finnische Wappenlöwe, früher auf der Finnmark.
- 1 Euro: Zwei Singschwäne, die über eine finnische Landschaft fliegen.
- 2 Euro: Früchte und Blätter der Moltebeere.

| 0,01 €           | 0,02 €           | 0,05 €                                                                    |
| ---------------- | ---------------- | ------------------------------------------------------------------------- |
| 1 Cent Finnland  | 2 Cent Finnland  | 5 Cent Finnland                                                           |
| Wappenlöwe       |                  |                                                                           |
| 0,10 €           | 0,20 €           | 0,50 €                                                                    |
| 10 Cent Finnland | 20 Cent Finnland | 50 Cent Finnland                                                          |
| Wappenlöwe       |                  |                                                                           |
| 1,00 €           | 2,00 €           | Rand der 2-€-Münze                                                        |
| 1 Euro Finnland  | 2 Euro Finnland  |                                                                           |
| Zwei Singschwäne | Moltebeere       | SUOMI FINLAND (finnisch und schwedisch für Finnland) und drei Löwenköpfe. |

### Umgestaltungen (ab 2007)
2007 begann Finnland mit der von der EU geforderten Neugestaltung der Münzen. Gleichzeitig wurden diese Münzen, wie in den meisten Euroländern, mit der neu gestalteten Vorderseite mit erweiterter Europakarte geprägt. Die Motive der Münzen wurden dabei nicht geändert, nur wenige Details waren von der Umgestaltung betroffen. Das Münzmeisterzeichen M entfiel, dafür wurden die Länderkennung FI und zwischen dem 8- und dem 9-Uhr-Stern das Logo der finnischen Münzprägestätte ergänzt.
2008 wurde das Münzzeichen nach innen verschoben, sodass es sich nun nicht mehr auf dem äußeren Ring befindet.
Mitte 2010 erhielt die Prägestätte ein neues Logo. Auf den Kursmünzen wird dieses seit 2011 verwendet.
| 2 Euro | 1 Euro | 50 Cent |

## 2-Euro-Gedenkmünzen
| Nr. | Bild | Ausgabedatum Bildreferenz | Anlass | Amtsblatt Referenz | Auflage    |
| --- | ---- | ------------------------- | --- | ------------------ | ---------- |
| 1   |      | 24. Juni 2004             | Erweiterung der Europäischen Union um zehn neue Mitgliedstaaten | [ 9 ] [ 10 ]       | 1.000.000  |
| 2   |      | 25. Oktober 2005          | 60 Jahre Vereinte Nationen und 50 Jahre UN-Mitgliedschaft Finnlands Randprägung: [ ] (Akronyme für Vereinte Nationen auf Finnisch und Schwedisch)                                            | 1                  | 2.000.000  |
| 3   |      | 4. Oktober 2006           | 100 Jahre allgemeine, gleiche, geheime und freie Wahlen | [ 15 ] [ 16 ]      | 2.500.000  |
| 4   |      | 25. März 2007             | 50. Jahrestag der Unterzeichnung des Vertrags von Rom Euro-13-Gemeinschaftsausgabe Randprägung: [ ] „Rom‐Vertrag 50 Jahre Europa“ auf Schwedisch                                             | [ 18 ] [ 19 ]      | 1.400.000  |
| 5   |      | 3. Dezember 2007          | 90 Jahre Finnische Unabhängigkeitserklärung | [ 21 ] [ 22 ]      | 2.000.000  |
| 6   |      | 24. Oktober 2008          | 60. Jahrestag der Allgemeinen Erklärung der Menschenrechte | [ 24 ] [ 25 ]      | 1.500.000  |
| 7   |      | 15. Januar 2009           | Zehnjähriges Bestehen der Wirtschafts- und Währungsunion (WWU) Euro-16-Gemeinschaftsausgabe Randprägung: [ ] „Wirtschafts- Währungsunion“ auf Finnisch / Akronym für European Monetary Union | [ 27 ] [ 28 ]      | 1.400.000  |
| 8   |      | 23. Oktober 2009          | 200. Jahrestag des ersten finnischen Landtags und der Gründung zentraler staatlicher Einrichtungen in Finnland                                                                               | [ 30 ] [ 31 ]      | 1.600.000  |
| 9   |      | 11. November 2010         | 150 Jahre finnische Währung | [ 33 ] [ 34 ]      | 1.600.000  |
| 10  |      | 17. Oktober 2011          | 200 Jahre Finnische Zentralbank | [ 36 ] [ 37 ]      | 1.600.000  |
| 11  |      | 12. Januar 2012           | 10. Jahrestag der Einführung des Euro-Bargelds Euro-17-Gemeinschaftsausgabe | [ 39 ] [ 40 ]      | 1.500.000  |
| 12  |      | 5. Oktober 2012           | 150. Geburtstag Helene Schjerfbecks | [ 42 ] [ 43 ]      | 2.000.000  |
| 13  |      | 4. September 2013         | 150 Jahre Sitzungen des finnischen Parlaments | [ 45 ] [ 46 ]      | 1.000.000  |
| 14  |      | 4. November 2013          | 125. Geburtstag Frans Eemil Sillanpääs | [ 48 ] [ 49 ]      | 1.500.000  |
| 15  |      | 16. Juni 2014             | 100. Geburtstag Tove Janssons | [ 51 ] [ 52 ]      | 1.500.000  |
| 16  |      | 10. November 2014         | 100. Geburtstag Ilmari Tapiovaaras | [ 54 ] [ 55 ]      | 1.000.000  |
| 17  |      | 18. Februar 2015          | 150. Geburtstag des Komponisten Jean Sibelius | [ 57 ] [ 58 ]      | 1.000.000  |
| 18  |      | 6. August 2015            | Dreißigjähriges Bestehen der EU-Flagge Euro-19-Gemeinschaftsausgabe | [ 60 ] [ 61 ]      | 0.500.000  |
| 19  |      | 22. Oktober 2015          | 150. Geburtstag des Malers Akseli Gallen-Kallela | [ 63 ] [ 64 ]      | 0.500.000  |
| 20  |      | 25. April 2016            | 90. Todestag des Schriftstellers und Lyrikers Eino Leino | [ 66 ] [ 67 ]      | 1.000.000  |
| 21  |      | 17. Oktober 2016          | 100. Geburtstag des Philosophen Georg Henrik von Wright | [ 69 ] [ 70 ]      | 1.000.000  |
| 22  |      | 1. Juni 2017              | 100 Jahre Finnische Unabhängigkeitserklärung | [ 72 ] [ 73 ]      | 2.500.000  |
| 23  |      | 23. Oktober 2017          | Die finnische Natur | [ 75 ] [ 76 ]      | 0.500.000  |
| 24  |      | 28. Mai 2018              | Finnische Nationallandschaft Koli | [ 78 ] [ 79 ]      | 1.000.000  |
| 25  |      | 22. Oktober 2018          | Finnische Saunakultur | [ 81 ] [ 82 ]      | 1.000.000  |
| 26  |      | 31. Oktober 2019          | Finnische Verfassung von 1919 | [ 84 ] [ 85 ]      | 0.500.000  |
| 27  |      | 18. August 2020           | 100 Jahre Universität Turku | [ 87 ] [ 88 ]      | 0.720.000  |
| 28  |      | 16. November 2020         | 100. Geburtstag Väinö Linnas | [ 90 ] [ 91 ]      | 0. 700.000 |
| 29  |      | 14. April 2021            | Journalismus und Pressefreiheit | [ 93 ] [ 94 ]      | 0.530.000  |
| 30  |      | 13. August 2021           | 100. Jahrestag der Selbstverwaltung der Region Åland | [ 96 ] [ 97 ]      | 0.800.000  |
| 31  |      | 11. Februar 2022          | 100 Jahre finnisches Nationalballett | [ 99 ] [ 100 ]     | 0.400.000  |
| 32  |      | 1. Juli 2022              | 35 Jahre Erasmus-Programm Euro-19-Gemeinschaftsausgabe | [ 102 ] [ 103 ]    | 0.400.000  |
| 33  |      | 30. September 2022        | Klimaforschung in Finnland | [ 105 ] [ 106 ]    | 0.400.000  |
| 34  |      | 21. März 2023             | Naturschutz in Finnland | [ 108 ] [ 109 ]    | 0.400.000  |
| 35  |      | 7. August 2023            | Sozial- und Gesundheitsdienste als Garanten des öffentlichen Wohlergehens | [ 111 ] [ 112 ]    | 0.400.000  |
| 36  |      | 14. März 2024             | Wahlen als Grundlage der Demokratie | [ 113 ] [ 114 ]    | 0.400.000  |
| 37  |      | 30. August 2024           | Gesellius, Lindgren, Saarinen – finnische Architektur | [ 115 ]            |            |

## Sammlermünzen
Es folgt eine Auflistung aller Sammlermünzen Finnlands bis 2021.

### 5 Euro
| Thema der 5-Euro-Münze                                                                      | Thema der 5-Euro-Münze                                                              | Ausgabedatum       | Auflage | Auflage |
| Thema der 5-Euro-Münze                                                                      | Thema der 5-Euro-Münze                                                              | Ausgabedatum       | st      | PP      |
| ------------------------------------------------------------------------------------------- | ----------------------------------------------------------------------------------- | ------------------ | ------- | ------- |
| Material: Ring: Kupfer-Nickel, Kern: Messing – Durchmesser: 35mm – Masse: 19,8 g            |                                                                                     |                    |         |         |
| Eishockey-Weltmeisterschaft 2003                                                            | Eishockey-Weltmeisterschaft 2003                                                    | 25. April 2003     | 150.000 | –       |
| 10. IAAF Leichtathletik-Weltmeisterschaften 2005 in Helsinki                                | 10. IAAF Leichtathletik-Weltmeisterschaften 2005 in Helsinki                        | 4. August 2005     | 170.000 | 5.000   |
| IIHF Eishockey-Weltmeisterschaft 2012                                                       | IIHF Eishockey-Weltmeisterschaft 2012                                               | 13. April 2012     | 180.000 | 20.000  |
| Material: Messing – Durchmesser: 35mm – Masse: 18,7 g                                       |                                                                                     |                    |         |         |
| 150 Jahre Entmilitarisierung der Åland-Inseln                                               | 150 Jahre Entmilitarisierung der Åland-Inseln                                       | 29. März 2006      | 55.000  | –       |
| Material: Ring: Kupfer-Nickel, Kern: Aluminiumbronze – Durchmesser: 35mm – Masse: 19,81 g   |                                                                                     |                    |         |         |
| 90 Jahre Finnische Unabhängigkeitserklärung                                                 | 90 Jahre Finnische Unabhängigkeitserklärung                                         | 15. November 2007  | 130.000 | 20.000  |
| Material: Ring: Kupfer-Nickel, Kern: Aluminiumbronze – Durchmesser: 35mm – Masse: 19,6 g    |                                                                                     |                    |         |         |
| 100 Jahre Akademie der Wissenschaften                                                       | 100 Jahre Akademie der Wissenschaften                                               | 20. Mai 2008       | 25.000  | 20.000  |
| Material: Aluminiumbronze – Durchmesser: 27,25 mm – Masse: 9 g                              |                                                                                     |                    |         |         |
| Weltdesignhauptstadt Helsinki 2012                                                          | Weltdesignhauptstadt Helsinki 2012                                                  | 3. Februar 2012    | 100.000 | –       |
| Material: Ring: Aluminiumbronze, Kern: Kupfer-Nickel – Durchmesser: 27,25 mm – Masse: 9,8 g |                                                                                     |                    |         |         |
| EU-Ratspräsidentschaft                                                                      | EU-Ratspräsidentschaft                                                              | 6. September 2006  | 100.000 | –       |
| Historische Provinzen                                                                       | Eigentliches Finnland (Südwestfinnland)                                             | 30. September 2010 | 90.000  | 30.000  |
| Historische Provinzen                                                                       | Satakunta                                                                           | 15. November 2010  | 90.000  | 30.000  |
| Historische Provinzen                                                                       | Häme (Tavastia)                                                                     | 25. Februar 2011   | 100.000 | 20.000  |
| Historische Provinzen                                                                       | Savo (Savonia)                                                                      | 28. März 2011      | 100.000 | 20.000  |
| Historische Provinzen                                                                       | Uusimaa                                                                             | 20. Juni 2011      | 100.000 | 20.000  |
| Historische Provinzen                                                                       | Karelien                                                                            | 19. August 2011    | 100.000 | 20.000  |
| Historische Provinzen                                                                       | Österbotten (Ostrobothnia)                                                          | 3. Oktober 2011    | 100.000 | 20.000  |
| Historische Provinzen                                                                       | Lappland                                                                            | 2. November 2011   | 100.000 | 20.000  |
| Historische Provinzen                                                                       | Åland                                                                               | 1. Dezember 2011   | 100.000 | 20.000  |
| Nordische Natur                                                                             | Fauna                                                                               | 2012               | 50.000  | 7.000   |
| Nordische Natur                                                                             | Flora                                                                               | 2012               | 50.000  | 7.000   |
| Nordische Natur                                                                             | Winter                                                                              | 2012               | 50.000  | 7.000   |
| Nordische Natur                                                                             | Sommer                                                                              | 2013               | 50.000  | 7.000   |
| Nordische Natur                                                                             | Gewässer                                                                            | 2014               | 50.000  | 7.000   |
| Nordische Natur                                                                             | Wildnis                                                                             | 2014               | 50.000  | 7.000   |
| Provinzdenkmäler                                                                            | Uusimaa – Uspenski-Kathedrale in Helsinki                                           | 2012               | 55.000  | 10.000  |
| Provinzdenkmäler                                                                            | Lappland – Holzfällers Kerzenbrücke                                                 | 2012               | 55.000  | 10.000  |
| Provinzdenkmäler                                                                            | Åland – Leuchtturm von Sälskär                                                      | 2013               | 55.000  | 10.000  |
| Provinzdenkmäler                                                                            | Eigentliches Finnland (Südwestfinnland) – Dom von Turku                             | 2013               | 55.000  | 10.000  |
| Provinzdenkmäler                                                                            | Karelien – Wasserkraftwerk Imatra                                                   | 2013               | 55.000  | 10.000  |
| Provinzdenkmäler                                                                            | Österbotten (Ostrobothnia) – Traditionelles Haus                                    | 2013               | 55.000  | 10.000  |
| Provinzdenkmäler                                                                            | Satakunta – Begräbnisstätte Sammallahdenmäki (Steingräber)                          | 2013               | 55.000  | 10.000  |
| Provinzdenkmäler                                                                            | Savo (Savonia) – Burg Olavinlinna                                                   | 2013               | 55.000  | 10.000  |
| Provinzdenkmäler                                                                            | Häme (Tavastia) – St. Lawrence Kirche                                               | 2013               | 55.000  | 10.000  |
| Historische Provinzen – Tiere                                                               | Karelien – Der Kuckuck                                                              | 2014               | 35.000  | 10.000  |
| Historische Provinzen – Tiere                                                               | Savo (Savonia) – Prachttaucher                                                      | 2014               | 35.000  | 10.000  |
| Historische Provinzen – Tiere                                                               | Åland – Seeadler                                                                    | 2014               | 35.000  | 10.000  |
| Historische Provinzen – Tiere                                                               | Eigentliches Finnland (Südwestfinnland) – Polarfuchs                                | 2014               | 35.000  | 10.000  |
| Historische Provinzen – Tiere                                                               | Lappland – Das Rentier                                                              | 2015               | 35.000  | 10.000  |
| Historische Provinzen – Tiere                                                               | Uusimaa – Der Igel                                                                  | 2015               | 35.000  | 10.000  |
| Historische Provinzen – Tiere                                                               | Satakunta – Der Biber                                                               | 2015               | 35.000  | 10.000  |
| Historische Provinzen – Tiere                                                               | Häme (Tavastia) – Der Luchs                                                         | 2015               | 35.000  | 10.000  |
| Historische Provinzen – Tiere                                                               | Österbotten (Ostrobothnia) – Das Hermelin                                           | 2015               | 35.000  | 10.000  |
| Sport                                                                                       | Volleyball                                                                          | 2015               | 50.000  | 10.000  |
| Sport                                                                                       | Eiskunstlauf                                                                        | 2015               | 50.000  | 10.000  |
| Sport                                                                                       | Gymnastik                                                                           | 2015               | 50.000  | 10.000  |
| Sport                                                                                       | Basketball                                                                          | 2015               | 50.000  | 10.000  |
| Sport                                                                                       | Leichtathletik                                                                      | 2016               | 50.000  | 10.000  |
| Sport                                                                                       | Eishockey                                                                           | 2016               | 50.000  | 10.000  |
| Sport                                                                                       | Langlaufen                                                                          | 2016               | 50.000  | 10.000  |
| Sport                                                                                       | Skispringen                                                                         | 2016               | 50.000  | 10.000  |
| Sport                                                                                       | Fußball                                                                             | 2016               | 50.000  | 10.000  |
| Präsidenten von Finnland                                                                    | Lauri Kristian Relander (1925–1931)                                                 | 2016               | 30.000  | 06.000  |
| Präsidenten von Finnland                                                                    | Kaarlo Juho Ståhlberg (1919–1925)                                                   | 2016               | 30.000  | 06.000  |
| Präsidenten von Finnland                                                                    | Kyösti Kallio (1937–1940)                                                           | 2016               | 30.000  | 06.000  |
| Präsidenten von Finnland                                                                    | Pehr Evind Svinhufvud (1931–1937)                                                   | 2016               | 30.000  | 06.000  |
| Präsidenten von Finnland                                                                    | Juho Kusti Paasikivi (1946–1956)                                                    | 2017               | 30.000  | 06.000  |
| Präsidenten von Finnland                                                                    | Urho Kaleva Kekkonen (1956–1982)                                                    | 2017               | 30.000  | 06.000  |
| Präsidenten von Finnland                                                                    | Risto Ryti (1940–1944)                                                              | 2017               | 30.000  | 06.000  |
| Präsidenten von Finnland                                                                    | Carl Gustaf Emil Mannerheim (1944–1946)                                             | 2017               | 30.000  | 06.000  |
| Präsidenten von Finnland                                                                    | Mauno Koivisto (1982–1994)                                                          | 2018               | 30.000  | 06.000  |
| Finnische Landschaften                                                                      | Koli-Nationalpark                                                                   | 2018               | 15.000  | 03.000  |
| Finnische Landschaften                                                                      | Maritimes Helsinki                                                                  | 2018               | 15.000  | 03.000  |
| Finnische Landschaften                                                                      | Burg Olavinlinna und Pihlajavesi-See                                                | 2018               | 15.000  | 03.000  |
| Finnische Landschaften                                                                      | Landschaften von Pallastunturi                                                      | 2018               | 15.000  | 03.000  |
| Finnische Landschaften                                                                      | Porvoo-Nationalpark                                                                 | 2018               | 15.000  | 03.000  |
| Finnische Landschaften                                                                      | Landschaften von Punkaharju                                                         | 2018               | 15.000  | 03.000  |
| Finnische Landschaften                                                                      | Nationalpark Oulanka                                                                | 2018               | 15.000  | 03.000  |
| Finnische Landschaften                                                                      | Nationalpark Tammerkoski-Stromschnellen                                             | 2018               | 15.000  | 03.000  |
| Finnische Landschaften                                                                      | Schärenmeer                                                                         | 2018               | 15.000  | 03.000  |
| Material: Ring: Aluminiumbronze, Kern: Kupfer-Nickel – Durchmesser: 26,5mm – Masse: 8 g     |                                                                                     |                    |         |         |
| Eishockey-Weltmeisterschaft 2022 (mit und ohne Nummerierung)                                | Eishockey-Weltmeisterschaft 2022 (mit und ohne Nummerierung)                        | 13. Mai 2022       | 30.000  | –       |
| Präsidenten von Finnland – Martti Ahtisaari (1994–2000) (mit und ohne Nummerierung)         | Präsidenten von Finnland – Martti Ahtisaari (1994–2000) (mit und ohne Nummerierung) | 10. November 2024  | 05.000  | –       |

### 10 Euro
Material: 925er Silber – Münzdurchmesser: 38,6 mm – Masse: 27,4 g (bis 2004); 25,5 g (ab 2005)
| Thema der 10-Euro-Münze                                                  | Ausgabedatum       | Auflage | Auflage |
| Thema der 10-Euro-Münze                                                  | Ausgabedatum       | st      | PP      |
| ------------------------------------------------------------------------ | ------------------ | ------- | ------- |
| Material: 925er Silber – Durchmesser: 38,6 mm – Masse: 27,4 g            |                    |         |         |
| 200. Geburtstag von Elias Lönnrot                                        | 28. Februar 2002   | 40.000  | 40.000  |
| 50 Jahre Olympische Sommerspiele 1952 in Helsinki                        | 21. August 2002    | 10.000  | 34.800  |
| 200. Todestag von Anders Chydenius                                       | 26. Februar 2003   | 30.000  | 30.000  |
| Karl Gustaf Freiherr von Mannerheim – 300 Jahre Sankt Petersburg         | 8. September 2003  | 7.100   | 27.900  |
| 200. Geburtstag von Johan Ludvig Runeberg                                | 5. Februar 2004    | 5.600   | 22.700  |
| 90. Geburtstag von Tove Jansson                                          | 9. August 2004     | 50.000  | 20.000  |
| Material: 925er Silber – Durchmesser: 38,6 mm – Masse: 25,5 g            |                    |         |         |
| 60 Jahre Frieden                                                         | 12. Februar 2005   | 5.000   | 55.000  |
| Unbekannter Soldat                                                       | 15. November 2005  | 25.000  | 15.000  |
| 200. Geburtstag Johan Vilhelm Snellman                                   | 10. Februar 2006   | 7.000   | 29.000  |
| 100. Jahrestag der Parlamentsreform                                      | 24. Mai 2006       | 10.000  | 20.000  |
| Nordostpassage, Adolf Erik Nordenskiöld                                  | 2. Februar 2007    | 7.000   | 33.000  |
| Die finnische Sprache – 450. Todestag von Mikael Agricola                | 10. April 2007     | 6.000   | 24.000  |
| 90 Jahre Finnische Flagge                                                | 3. März 2008       | 9.000   | 26.000  |
| 100. Geburtstag Mika Waltari                                             | 19. September 2008 | 5.000   | 15.000  |
| 200. Geburtstag Friedrich Pacius                                         | 6. Februar 2009    | 7.000   | 28.000  |
| 200. Jahrestag Finnischer Reichstag                                      | 2. Oktober 2009    | 5.000   | 15.000  |
| Architektur – 100. Geburtstag von Eero Saarinen                          | 29. Januar 2010    | 6.000   | 20.000  |
| Minna Canth und Chancengleichheit                                        | 19. März 2010      | 6.000   | 14.000  |
| Volksmusik – 100. Geburtstag von Konsta Jylhä                            | 12. Juli 2010      | 5.000   | 10.000  |
| Industrielle Kunst – 100. Geburtstag von Kaj Franck                      | 28. Januar 2011    | 5.000   | 10.000  |
| 125. Geburtstag von Hella Wuolijoki                                      | 19. März 2011      | 5.000   | 7.000   |
| 150. Geburtstag von Juhani Aho                                           | 11. September 2011 | 8.000   | 7.000   |
| Industrielle Kunst – 100. Geburtstag von Armi Ratia                      | 4. Juni 2012       | 20.000  | 20.000  |
| 125. Geburtstag von Arvo Ylppö                                           | 2012               | 20.000  | 20.000  |
| 150. Geburtstag der Krankenschwester Sophie Mannerheim                   | 2013               | –       | 17.000  |
| Material: 925er Silber – Durchmesser: 33 mm – Masse: 17 g                |                    |         |         |
| Pehr Kalm                                                                | 28. Januar 2011    | 6.000   | 14.000  |
| Europäische Künstler – 150. Geburtstag von Henrik Wigström               | 3. Februar 2012    | 15.000  | 15.000  |
| Europäische Autoren – 125. Geburtstag von Frans Eemil Sillanpää          | 1. Februar 2013    | –       | 20.000  |
| 150. Geburtstag von Eero Järnefelt                                       | 8. November 2013   | –       | 17.000  |
| 70 Jahre Frieden in Europa                                               | 2015               | –       | 10.000  |
| 40. Todestag von Alvar Aalto                                             | 2016               | –       | 10.000  |
| Glas- und Eisenzeit, Goldenes Zeitalter                                  | 2017               | –       | 10.000  |
| Barock und Rokoko                                                        | 2018               | –       | 8.000   |
| Material: 925er Silber – Durchmesser: 28,5 mm – Masse: 10 g              |                    |         |         |
| 100. Geburtstag von Tove Jansson                                         | 7. Februar 2014    | –       | 25.000  |
| Alphabetisierung                                                         | 28. April 2014     | –       | 10.000  |
| 100. Geburtstag von Ilmari Tapiovaara und die Kunst der Inneneinrichtung | 4. September 2014  | –       | 10.000  |
| 400. Geburtstag von Emil Wikström                                        | 15. Oktober 2014   | –       | 10.000  |
| 150. Geburtstag des Komponisten Jean Sibelius                            | 2015               | –       | 10.000  |
| Finnisches Sisu                                                          | 2015               | –       | 25.000  |
| 100. Geburtstag von Tapio Wirkkala                                       | 2015               | –       | 10.000  |
| 150. Geburtstag des Malers Akseli Gallen-Kallela                         | 2015               | –       | 10.000  |
| 150. Geburtstag von Karl Fazer                                           | 2016               | –       | 10.000  |
| Uno Cygnaeus und die Volksschule                                         | 2016               | –       | 10.000  |
| Finnische Arbeit                                                         | 2016               | –       | 10.000  |
| Finnischer Tango                                                         | 2017               | –       | 10.000  |
| Für die Mütter                                                           | 2017               | –       | 10.000  |
| 100 Jahre Finnische Unabhängigkeitserklärung                             | 2017               | –       | 10.000  |
| Finnische Natur                                                          | 2017               | –       | 10.000  |
| Samische Kultur                                                          | 2018               | –       | 8.000   |
| Finnische Saunakultur                                                    | 2018               | –       | 8.000   |
| 200. Geburtstag von Zacharias Topelius                                   | 2018               | –       | 8.000   |

### 20 Euro
| Thema der 20-Euro-Münze                                              | Ausgabedatum      | Auflage | Auflage |
| Thema der 20-Euro-Münze                                              | Ausgabedatum      | st      | PP      |
| -------------------------------------------------------------------- | ----------------- | ------- | ------- |
| Material: 900er Gold – Durchmesser: 13,9 mm – Masse: 1,73 g          |                   |         |         |
| 10. IAAF Leichtathletik-Weltmeisterschaften 2005 in Helsinki         | 17. Mai 2005      | –       | 30.000  |
| Material: 500er Silber – Durchmesser: 38,61 mm – Masse: 33,62 g      |                   |         |         |
| Schutz der Ostsee                                                    | 31. Oktober 2011  | 8.000   | –       |
| Material: 925er Silber – Durchmesser: 38,61 mm – Masse: 33,62 g      |                   |         |         |
| Frieden und Sicherheit                                               | 19. August 2009   | 3.500   | 11.500  |
| Kinder und Kreativität                                               | 20. Oktober 2010  | 3.500   | 10.000  |
| Schutz der Ostsee                                                    | 31. Oktober 2011  | –       | 7.000   |
| Gleichheit und Toleranz                                              | 19. März 2012     | 20.000  | 20.000  |
| Multikulturelle Gesellschaft                                         | 2013              | –       | 15.000  |
| Material: 925er Silber – Durchmesser: 38,61 mm – Masse: 25,5 g       |                   |         |         |
| Alphabetisierung                                                     | 2014              | –       | 5.000   |
| 100. Geburtstag der Schriftstellerin und Künstlerin Tove Jansson     | 2014              | –       | 5.000   |
| 100. Geburtstag des Designers und Innenarchitekten Ilmari Tapiovaara | 2014              | –       | 5.000   |
| 150. Geburtstag von Emil Wikström                                    | 2014              | –       | 5.000   |
| Sisu                                                                 | 2015              | –       | 5.000   |
| 100. Geburtstag von Tapio Wirkkala                                   | 2015              | –       | 5.000   |
| 150. Geburtstag des Malers Akseli Gallen-Kallela                     | 2015              | –       | 5.000   |
| 150. Geburtstag von Karl Fazer                                       | 2016              | –       | 5.000   |
| Finnische Arbeit                                                     | 2016              | –       | 5.000   |
| Uno Cygnaeus und die Volksschule                                     | 2016              | –       | 5.000   |
| 100 Jahre Finnische Unabhängigkeitserklärung                         | 2017              | –       | 5.000   |
| Finnische Natur                                                      | 2017              | –       | 5.000   |
| Für die Mütter                                                       | 2017              | –       | 5.000   |
| Finnischer Tango                                                     | 2017              | –       | 5.000   |
| Saami-Kultur                                                         | 2018              | –       | 4.000   |
| Finnische Saunakultur                                                | 2018              | –       | 4.000   |
| 200. Geburtstag von Zacharias Topelius                               | 2018              | –       | 4.000   |
| 100 Jahre Mannerheim Liga für Kinderhilfe                            | 2020              | –       | 2.000   |
| 100. Geburtstag des Autors Väinö Linna                               | 2020              | –       | 2.000   |
| 100 Jahre Einführung der Schulpflicht                                | 2021              | –       | 1.743   |
| 100 Jahre Selbstverwaltung in Åland                                  | 2021              | –       | 1.600   |
| Klimaforschung                                                       | 8. Oktober 2022   | –       | 1.500   |
| 100 Jahre finnischer Museumsverband                                  | November 2023     | –       | 1.400   |
| Gesundheits- und Sozialdienste                                       | November 2023     | –       | 1.400   |
| Finnische Architekten – Gesellius, Lindgren, Saarinen                | 30. August 2024   | –       | 1.400   |
| Finnische Kinderliteratur – 100. Geburtstag von Kirsi Kunnas         | 14. Dezember 2024 | –       | 1.400   |
| 100 Jahre Leichtathletik-Match Finnland-Schweden                     | 15. August 2025   | –       | 1.000   |

### 50 Euro
| Thema der 50-Euro-Münze                                                                          | Ausgabedatum      | Auflage |
| ------------------------------------------------------------------------------------------------ | ----------------- | ------- |
| Material: Bimetall, Ring: 925er Silber, Kern: 750er Gold – Durchmesser: 27,25 mm – Masse: 12,8 g |                   |         |
| 125 Jahre Goldmünzen in Finnland                                                                 | 10. Dezember 2003 | 10.600  |
| Finnische EU-Ratspräsidentschaft 2006                                                            | 16. Oktober 2006  | 08.000  |
| Welthauptstadt des Designs Helsinki 2012                                                         | 3. Februar 2012   | 05.000  |
| Finnische Veteranen – 85 Jahre seit Ende des Winterkrieges                                       | 13. März 2025     | 00.500  |

### 100 Euro
| Thema der 100-Euro-Münze                                  | Ausgabedatum     | Auflage |
| --------------------------------------------------------- | ---------------- | ------- |
| Material: 900er Gold – Durchmesser: 22 mm – Masse: 8,64 g |                  |         |
| Mitternachtssonne in Lappland                             | 6. November 2002 | 25.000  |
| 150. Geburtstag von Albert Edelfelt                       | 14. Oktober 2004 | 08.500  |
| Material: 917er Gold – Durchmesser: 22 mm – Masse: 8,48 g |                  |         |
| 90 Jahre Finnische Unabhängigkeitserklärung               | 5. November 2007 | 09.000  |
| 200. Jahrestag Finnischer Krieg                           | 9. Oktober 2008  | 06.700  |
| Material: 917er Gold – Durchmesser: 22 mm – Masse: 6,78 g |                  |         |
| 200. Jahrestag Reichstag von Porvoo                       | 27. März 2009    | 07.500  |
| Material: 917er Gold – Durchmesser: 22 mm – Masse: 5,65 g |                  |         |
| 150 Jahre Finnische Währung                               | 6. April 2010    | 07.000  |
| 200 Jahre Finnische Nationalbank                          | 30. Mai 2011     | 08.000  |
| Parlament von 1863                                        | 2013             | 05.800  |
| Erste Mark und Numismatik                                 | 11. April 2014   | 06.000  |
| 150. Geburtstag des Komponisten Jean Sibelius             | 2015             | 05.000  |
| 90. Todestag des Schriftstellers Eino Leino               | 2016             | 05.000  |
| 100 Jahre Finnische Unabhängigkeitserklärung              | 2017             | 03.000  |
| Blue Bioeconomy                                           | 2018             | 03.000  |
| 100 Jahre Finnische Verfassung                            | 2019             | 01.300  |
| 100 Jahre Universität von Turku                           | 2020             | 01.920  |
| Journalismus und Redefreiheit                             | 2021             | 00.950  |
| 100 Jahre Finnisches Nationalballett                      | 2022             | 01.300  |
| Wahlen als Grundlage der Demokratie                       | 28. Januar 2024  | 00.800  |
| Diplomatie und Außenpolitik                               | Juni 2025        | 00.600  |